# Erylus globulifer
Erylus globulifer is een sponzensoort uit de familie Geodiidae in de klasse gewone sponzen (Demospongiae).
De wetenschappelijke naam van de soort werd in 1993 gepubliceerd door Pulitzer-Finali.